# District de Beibei
Le district de Beibei (北碚区 ; pinyin : Běibèi Qū) est une subdivision de la municipalité de Chongqing en Chine.
Beibei est surnommé le « jardin de Chongqing » en raison de ses nombreux sites naturels, les plus remarquables étant le mont Jinyun, les trois gorges du Jialing et la cascade de Damotan.

## Géographie
Sa superficie est de 755 km², et son altitude est comprise entre 175 et 1 312 m.

## Démographie
La population du district est d'environ 650 000 habitants, et sa densité de 842 au km² .

### Sources
- Géographie : (zh) Page descriptive (Phoer.net)